# Dražin Vrt
Dražin Vrt (cyr. Дражин Врт) – wieś w Czarnogórze, w gminie Kotor. W 2011 roku liczyła 66 mieszkańców.